# 伯夫拉日
伯夫拉日（法語：Beuvrages，法語發音：[bøvʁaʒ]）是法国上法兰西大区北部省的一个市镇，位于该省东部，属于瓦朗谢讷区和瓦朗谢讷城市公共社区。

## 地理
伯夫拉日（50°23'9"N, 3°30'20"E）面积3 平方千米，位于法国上法蘭西大區北部省，该省份为法国最北部的省份及最长的省份，西北濒北海，西接加来海峡省，南至埃纳省和索姆省，东与比利时接壤。
与伯夫拉日接壤的市镇（或旧市镇、城区）包括：赖姆、昂赞、埃斯科河畔布律埃。

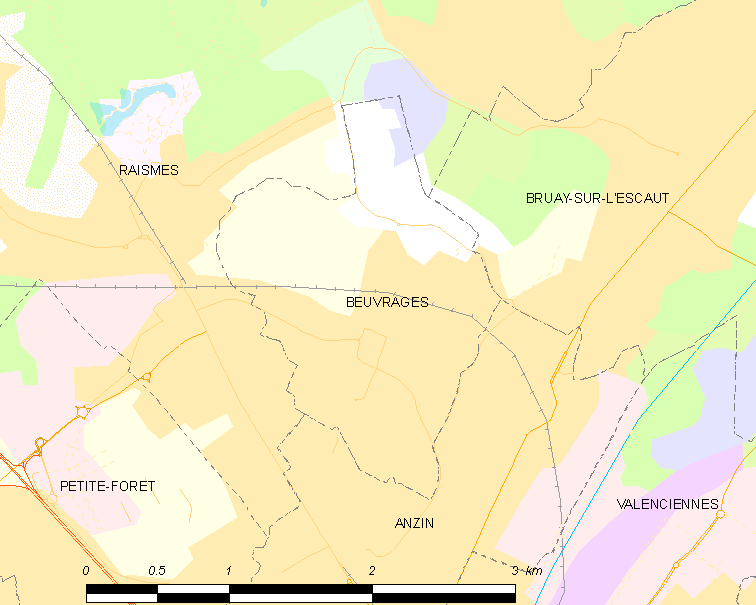
伯夫拉日的OSM定位图

伯夫拉日的时区为UTC+01:00、UTC+02:00（夏令时）。

## 行政
伯夫拉日的邮政编码为59192，INSEE市镇编码为59079。

## 政治
伯夫拉日所属的省级选区为昂赞县。

## 人口

1962-2008年间伯夫拉日人口变化图示

伯夫拉日于2022年1月1日时的人口数量为6791人。